# Zwischen Leben und Tod (1938)
Zwischen Leben und Tod (Originaltitel: Luciano Serra pilota) ist ein italienischer Spielfilm aus dem Jahr 1938 von Goffredo Alessandrini. Er behandelt Stationen im Leben des italienischen Kampffliegers Luciano Serra und seines Sohnes Aldo. Die Hauptrollen sind mit Amedeo Nazzari, Mario Ferrari und Germana Paolieri besetzt. Das Drehbuch verfasste der Regisseur zusammen mit Roberto Rossellini und Cesare Giulio Viola. Die Außenaufnahmen entstanden vor allem in Äthiopien, die Innenaufnahmen in den Cinecittà Studios in Rom. In Italien kam der Streifen zum ersten Mal am 8. August 1938 ins Kino. In Deutschland wurde Zwischen Leben und Tod am 12. Februar 1940 im Rahmen einer Presse- und Interessentenvorführung erstmals gezeigt. Die feierliche deutsche Erstaufführung fand am 1. März 1940 in Danzig statt.

## Handlung
Nach dem Ende des Ersten Weltkrieges verdient der frühere Kampfflieger Luciano Serra den Lebensunterhalt für sich und seine Familie damit, dass er für Touristen Rundflüge über den Lago Maggiore veranstaltet. Lucianos Frau kann nicht verstehen, dass ihr Gatte das Angebot, einen gut dotierten Posten in der Fabrik seines Schwiegervaters zu erhalten, zugunsten der wenig einbringenden Fliegerei ausgeschlagen hat. Daher verlässt sie ihren Mann mit dem kleinen gemeinsamen Kind und kehrt in ihr Elternhaus zurück.
Etliche Jahre später lässt sich Luciano von einem geschäftstüchtiger Manager für einen Atlantikflug gewinnen. Bald muss er jedoch erkennen, dass mit diesem Engagement sein klangvoller Name zu unlauterer Reklame benutzt wird. Schon will er kündigen, da erreicht ihn ein Brief seines inzwischen fast erwachsenen Sohnes Aldo, der ihn bittet, seiner Aufnahme in die Italienische Akademie für Luftfahrt zuzustimmen. Luciano tut dies nur zu gerne; erfüllt es ihn doch mit Stolz, dass sein Sohn die Leidenschaft fürs Fliegen von ihm geerbt hat. Um ihm ein leuchtendes Beispiel zu geben, wagt er im Alleingang einen riskanten Überseeflug. Das Unternehmen scheitert; Luciano bleibt verschollen.
Aldo Serra hat die Luftfahrt-Akademie erfolgreich abgeschlossen. Als Leutnant einer Aufklärungsstaffel wird er im Abessinienkrieg an die Front geschickt. Der Sieg Italiens scheint nicht mehr fern; doch räuberische Banden machen die Verkehrswege nach Addis Abeba unsicher. Aldo soll die Eisenbahnlinie sichern. Bei diesem Einsatz wird er verwundet und muss notlanden. Den Einheimischen gelingt es, die Gleise zu zerstören. Bei dem sich anschließenden Kampf sind die Italiener in der Unterzahl. Wenn man jetzt einen einsatzfähigen Piloten hätte, könnte der das Fliegerlager in Gareb alarmieren und Hilfe holen. Da meldet sich der Legionär Alberto Conti. Dieser aber ist niemand anderes als der verschollen geglaubte Luciano Serra. Der erkennt in dem verwundeten Aldo seinen Sohn. Luciano schafft es, seine Maschine nach Gareb zu steuern und die ersehnte Hilfe zu holen. Allerdings muss er diese Tat mit dem Leben bezahlen.

## Auszeichnung
Im Jahr 1938 wurde das Werk bei den Filmfestspielen von Venedig mit dem „Coppa Mussolini“ ausgezeichnet, was heute dem „Goldenen Löwen“ entspricht. Zwischen Leben und Tod gilt als faschistischer Propagandafilm, zumal Benito Mussolinis Sohn Vittorio Mussolini sowohl die Idee zu dem Stoff als auch die Gesamtleitung des Films innehatte.

## Quelle
- Programm zum Film: Das Programm von Heute, Zeitschrift für Film und Theater GmbH, Berlin, Nr. 553